# Glaucorhabda madagascariensis
Glaucorhabda madagascariensis es una especie de insecto coleóptero de la familia Chrysomelidae.
Fue descrita científicamente en 1897 por Jacoby.

## Tipos
- Glaucorhabda cyaneovittata
- Glaucorhabda latesuturata
- Glaucorhabda madagascariensis